# John Bell (Liqe Mekwas)
Pour les articles homonymes, voir John Bell et Bell.
John Bell, mort en Éthiopie en 1860, est un militaire aventurier d'origine irlandaise.
Dans sa dernière fonction, en Éthiopie, il était un proche de l'empereur Théodoros II avec le titre de Liqä Makwas. 

## Carrière militaire
John Bell était un lieutenant dans la flotte britannique. 
Il accompagna le général Chesney dans son expédition pour tester la navigabilité de l'Euphrate en 1835. 
Ensuite il fut consul de la reine Victoria à Alep en Syrie.
Finalement, en  Éthiopie, il est entré au service du Ras Ali (général) avec le grade de Bacha (capitaine). Le roi – ou empereur – Théodoros II d'Éthiopie le nomme Liqä Makwas, proche conseiller et chef militaire. Le missionnaire Theophil Waldmeier utilise le terme de Premier ministre, et ajoute que Bell était « l'ange gardien » du roi et « le bon conseiller des européens » (en Abyssinie).
John Bell est mort au combat à la fin de l'année 1860.

## Famille
John Bell épousa en Éthiopie la princesse Warknesh Asfa Yilma, de la dynastie Tewodros.
Leur fille Susan Sarah Yubdar (née vers 1847 – décédée en 1893 au Liban) épousa le missionnaire Theophil Waldmeier en 1859 (elle avait environ 12 ans, lui 27). Une autre fille, Mary Baliatche (née en 1853 à Dabra Tabor – décédée en 1936 au Liban), épousa Karl Saalmüller, un collègue de Waldmeier. Une troisième fille, Louisa (? – décédée en 1892 au Liban), épousa un Mr. Suddrus d'Alexandrie.

### Sources
Cet article est basé sur les textes de Waldmeier et de Greenwood. Il faudrait avoir accès au document rédigé par Stephana Armbruster, petite-fille de John Bell, pour pouvoir le compléter.
- (en) Stephana Armbruster, The Life and History of John Bell and his Descendants, Palma de Mallorca, éd. privée, 1966Stephana Armbruster est une petite-fille de John Bell (fille de Mary Saalmüller). Mentionné par J. O. Greenwood.
- (en) Theophilus Waldmeier, The autobiography of Theophilus Waldmeier, missionary : being an account of ten years' life in Abyssinia ; and sixteen years in Syria, London, Zug, S.W. Partridge, 1886, xiv, 339 (lire en ligne)Voir aux pages 11, 12, 63, 68 et 85.
- (en) John Ormerod Greenwood, Quaker encounters Vol. 3: Whispers of truth, York, Eng., William Sessions Limited, 1978, 400 p., chap. III (« The Friends Syrian Mission »)Voir page 89 et note 3 page 370, page 100 et note 17 page 371.

- (en) The Tewodros Dynasty